# Maurice Raynaud (läkare)
Auguste Gabriel Maurice Raynaud, född den 5 juli 1834 i Paris, död där den 29 juni 1881, var en fransk läkare. Han var systerson till Maxime Vernois.
Han studerade medicin vid Paris universitet och blev medicine doktor 1862. Han hade inga högre tjänster vid de olika sjukhusen i Paris, men blev 1865 médecin des hôpitaux, vid ett flertal tillfällen var han också verksam vid Hôtel-Dieu, Laboisière och Charité. År 1871 dekorerades han med hederslegionen och åtta år senare blev han invald i Académie de médecine.
Raynaud har givit namn åt Raynauds fenomen och Raynauds sjukdom. Han ägnade sig även åt medicinens historia.